# Sushil Chhetri
Sushil Chhetri, (सुशील क्षेत्री) né à Katmandou (Népal) le , est un acteur népalais.